# Cadillac DTS Presidential State Car

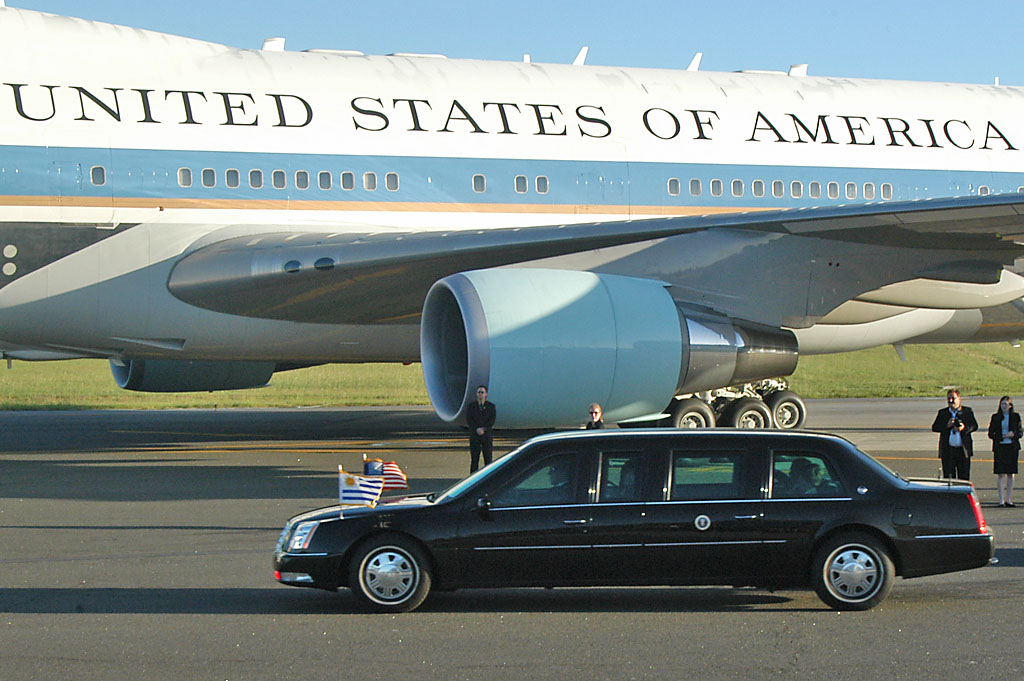
Seitenansicht des 2005er Modells

Der Cadillac DTS Presidential State Car war die offizielle Staatskarosse des US-Präsidenten George W. Bush während seiner Amtszeit. Analog zum vom Präsidenten benutzten Flugzeug Air Force One wird die Präsidentenlimousine umgangssprachlich Cadillac One genannt. Dieses Modell wurde bei der Amtseinführung von Barack Obama am 20. Januar 2009 durch ein neueres ersetzt, ist aber seitdem noch als Ersatzfahrzeug in Gebrauch.

## Modell 2005–2009

### Allgemeines

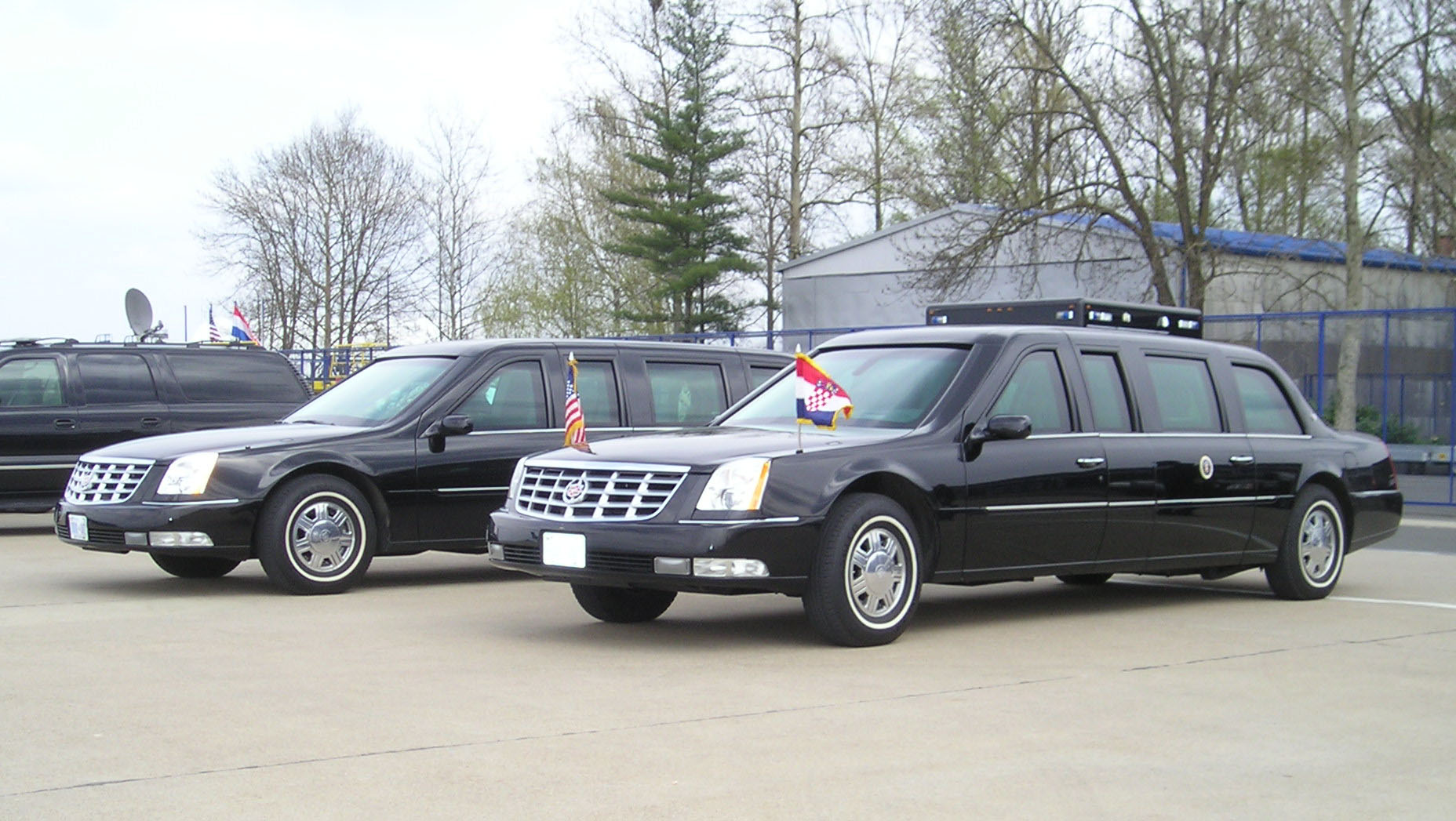
Cadillac One im Auslandseinsatz in Zagreb 2008

Bei Fahrten im Inland zeigte der Cadillac One die Flagge der Vereinigten Staaten und die Standarte des Präsidenten, die von Gasentladungslampen auf der Motorhaube beleuchtet werden. Die Staatskarosse wurde bei Einsätzen im In- und Ausland per Flugzeug transportiert, meistens von einer C-17 Globemaster III der US-Luftwaffe. Bei Staatsbesuchen des Präsidenten im Ausland wurde die Standarte des Präsidenten durch eine Flagge des jeweiligen Gastlandes ersetzt. Das 2005er DTS-Modell wurde ab 2009 als Ersatzfahrzeug in der Flotte des Präsidenten weiterhin genutzt.
Während des offiziellen Besuchs von Präsident Obama am 23. Mai 2011 in Irland wurde das Fahrzeug durch das Befahren der Auffahrt zur US-Botschaft in Dublin beschädigt. Der Secret Service erklärte später dazu, dass Präsident Obama und die First Lady Michelle Obama zu diesem Zeitpunkt in einem anderen Fahrzeug unterwegs und nicht gefährdet waren.

### Technische Daten und Ausstattung

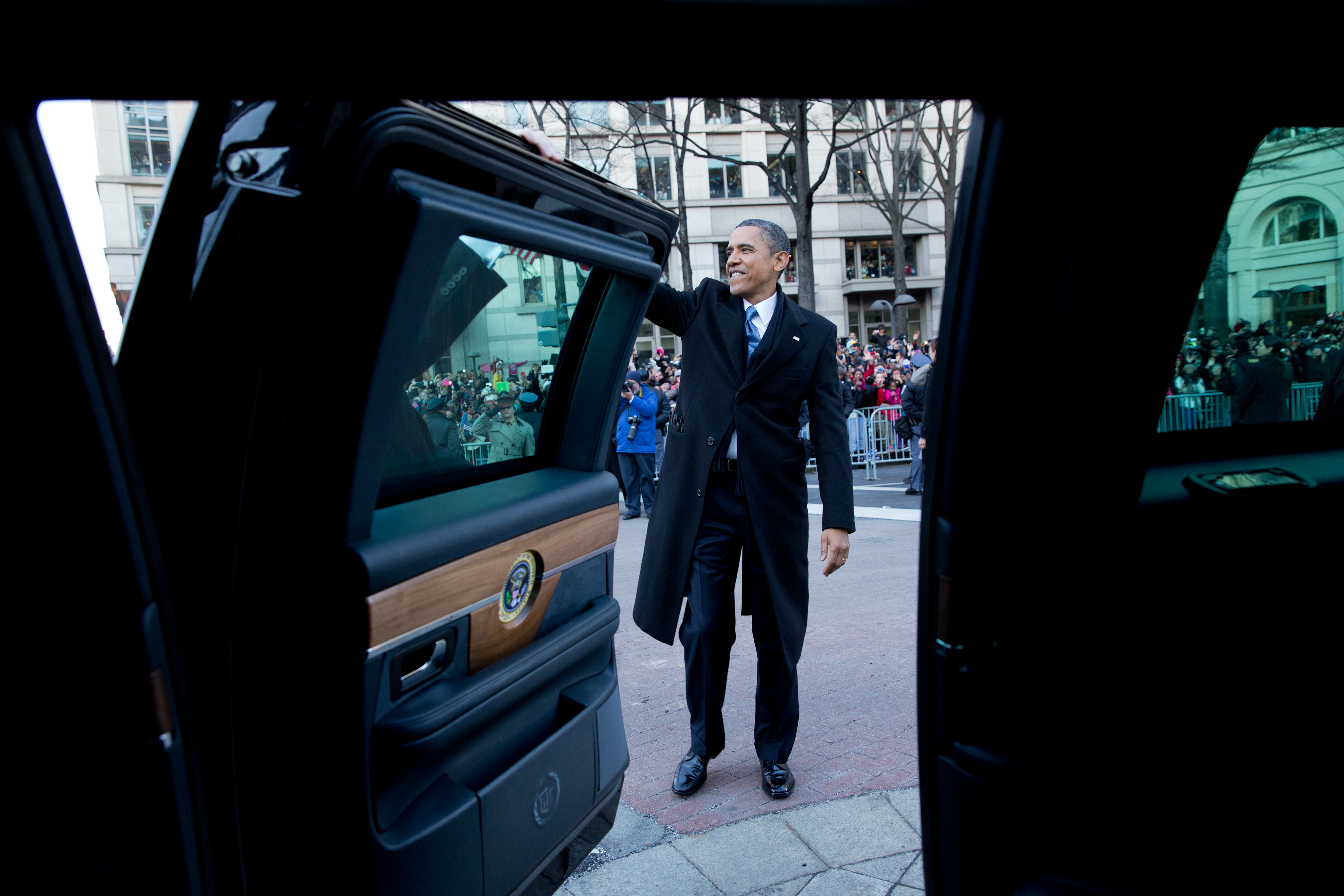
Die gepanzerte Tür (Innenansicht)

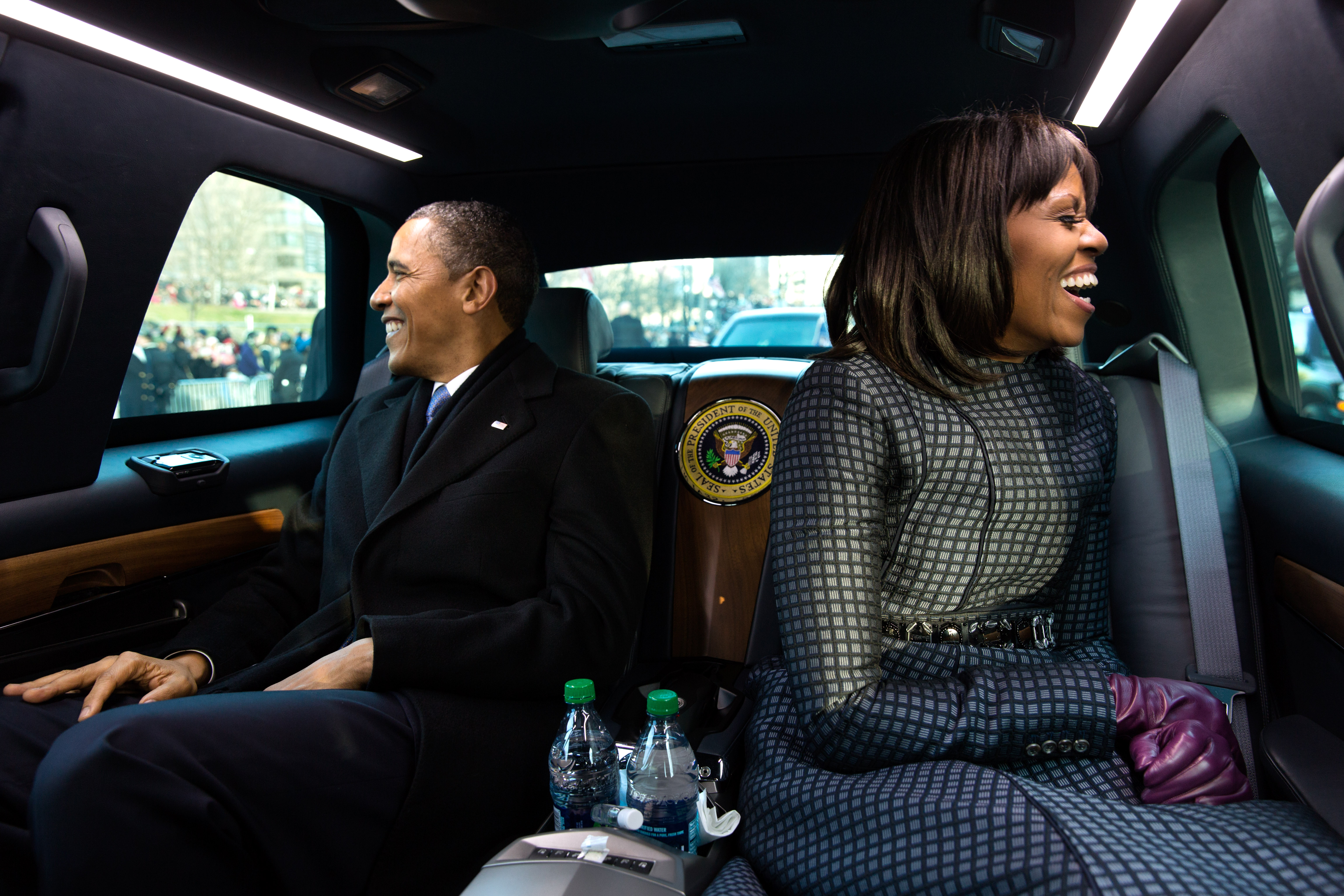
Die Obamas auf der hinteren Sitzreihe

Das Modell ist eine 2005 handgefertigte, gepanzerte Version der Stretchlimousine des Cadillac DTS (DeVille Touring Sedan), die auf einem allradgetriebenen Fahrgestell von GM aufgebaut wurde. Der Wagen wurde von Centigon (früher O’Gara, Hess & Eisenhardt) ausgestattet. Das Fahrzeugmodell wurde erstmals bei der Amtseinführung von George W. Bush am 20. Januar 2005 benutzt.
Die meisten Sondereinbauten dienen der Sicherheit des Präsidenten. Es hat eine hohe Dachlinie, einen vom Cadillac Escalade abgeleiteten Allradantrieb, rote und blaue Einsatzfahrzeugleuchten im Kühlergrill und rote Stroboskopleuchten in den Hauptscheinwerfern und hinteren Bremsleuchten. Die serienmäßigen Türgriffe wurden durch solche mit größeren Schlaufen ersetzt. Das Fahrzeug ist rundum 127 mm dick nach Militärstandard gepanzert. Die Fenster sind nicht zu öffnen und die Räder sind mit Reifen mit Notlaufeigenschaften ausgestattet. Fünf Antennen sind auf dem Kofferraumdeckel montiert. Wegen der dicken Scheiben dringt nur wenig Licht von außen ein, so dass die Helligkeit durch eine fluoreszierende Ringbeleuchtung im Dachhimmel sichergestellt wird.
Der Wagen hat sieben Sitzplätze einschließlich desjenigen für den Präsidenten. Vorne können zwei Personen sitzen; in der Mittelkonsole ist ein Kommunikationssystem installiert. Eine Glasscheibe trennt den Fahrerplatz vom Passagierraum. Hinten gibt es drei rückwärts gerichtete Sitze, die mit Kissen ausgestattet sind, die gegen die Trennwand gefaltet werden können. Die beiden hinteren Sitze sind für den Präsidenten und einen Begleiter reserviert. Ihre Lehnen können einzeln verstellt werden. Zwischen den beiden hinteren Sitzreihen kann ein Tisch aufgeklappt werden. Ablagen enthalten Kommunikationsgeräte.

## Modell ab 2009

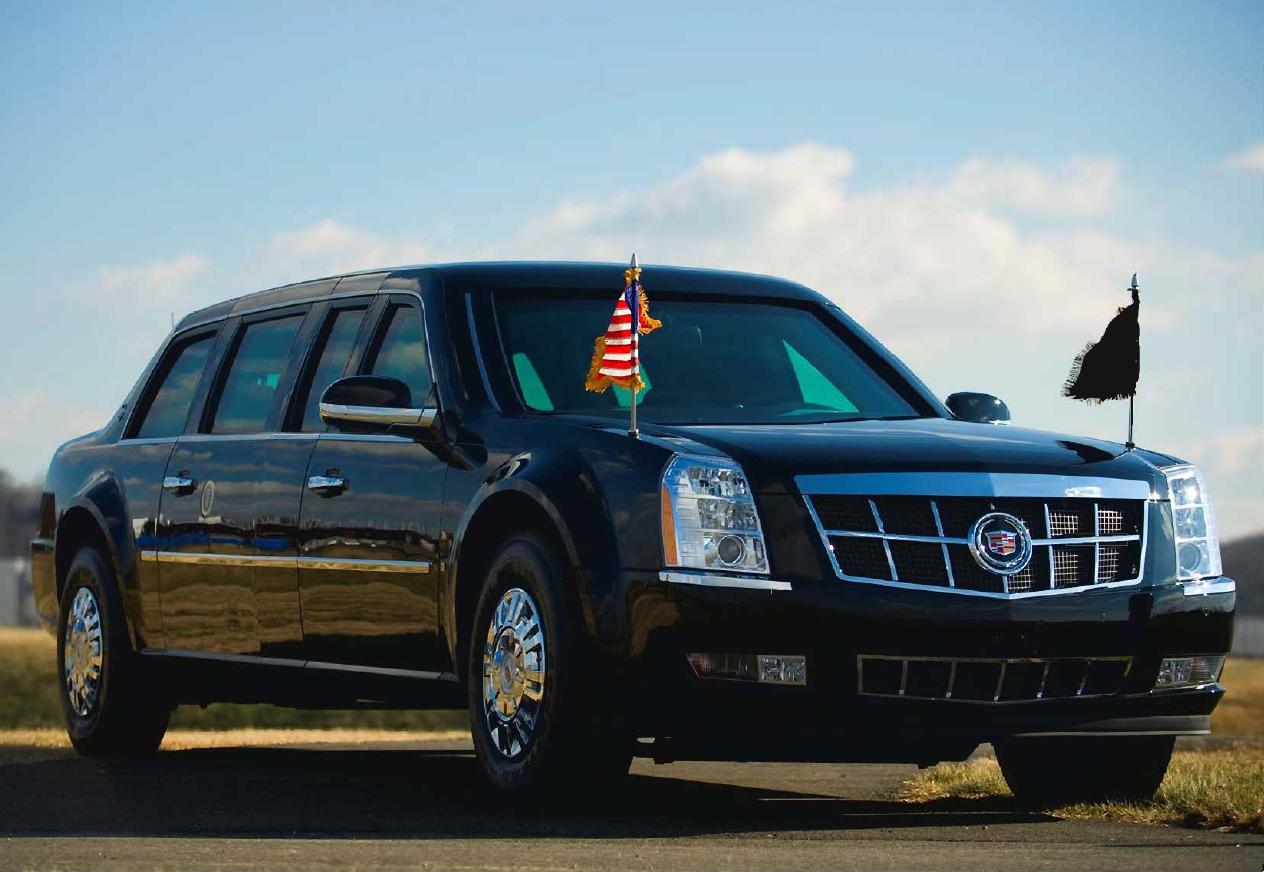
Das zweite Modell: „The Beast“ ab 2009

Am 6. Januar 2009 wurde angekündigt, dass für die Amtseinführung von Barack Obama am 20. Januar 2009 ein neues, verändertes Cadillac-Modell von 2009 eingesetzt werde. An diesem Tag wurde der Wagen durch das Cadillac Presidential State Car (Rufzeichen: The Beast, Cadillac One, wahlweise auch Limo One) ersetzt.

## Modell ab 2018
Am 23. September 2018 wurde ein noch von Präsident Obama bestelltes Nachfolgemodell ausgeliefert.

## Sonstiges
2015 erschien beim Spielwarenhersteller Matchbox das Modell im regulären Sortiment.
Die Limousine des Präsidenten hat ein reguläres Kennzeichen aus Washington, D.C. mit der immer selben Nummer 800-002 sowie (unter den Präsidenten Clinton und Obama) dem auf Kennzeichen in Washington D.C. üblichen Protest-Wahlspruch „Taxation Without Representation“.